# العلاقات الرواندية الكازاخستانية
العلاقات الرواندية الكازاخستانية هي العلاقات الثنائية التي تجمع بين رواندا وكازاخستان.

## مقارنة بين البلدين
هذه مقارنة عامة ومرجعية للدولتين:
| وجه المقارنة                                              | رواندا                                        | كازاخستان                      |
| --------------------------------------------------------- | --------------------------------------------- | ------------------------------ |
| المساحة (كم2)                                             | 26.34 ألف                                     | 2.72 مليون                     |
| عدد السكان (نسمة)                                         | 12.21 مليون                                   | 17.95 مليون                    |
| الكثافة السكانية (ن./كم²)                                 | 463.55                                        | 6.6                            |
| العاصمة                                                   | كيغالي                                        | نور سلطان                      |
| اللغة الرسمية                                             | اللغة الكينيارواندا، لغة إنجليزية، لغة فرنسية | اللغة القازاقية، اللغة الروسية |
| العملة                                                    | فرنك رواندي                                   | تينغ كازاخستاني                |
| الناتج المحلي الإجمالي (بليون دولار)                      | 9.14 مليار                                    | 159.41 مليار                   |
| الناتج المحلي الإجمالي (تعادل القوة الشرائية) بليون دولار | 20.46 مليار                                   | 439.39 مليار                   |
| الناتج المحلي الإجمالي الاسمي للفرد دولار أمريكي          | 697                                           | 10.51 ألف                      |
| الناتج المحلي الإجمالي للفرد دولار أمريكي                 | 1.66 ألف                                      | 24.23 ألف                      |
| مؤشر التنمية البشرية                                      | 0.483                                         | 0.788                          |
| رمز المكالمات الدولي                                      | +250                                          | +7                             |
| رمز الإنترنت                                              | .rw                                           | .kz، .қаз ‏                     |
| المنطقة الزمنية                                           | ت ع م+02:00                                   | ت ع م+05:00، ت ع م+06:00       |

## منظمات دولية مشتركة
يشترك البلدان في عضوية مجموعة من المنظمات الدولية، منها:
| علم المنظمة | اسم المنظمة                               | تاريخ انضمام رواندا | تاريخ انضمام كازاخستان |
| ----------- | ----------------------------------------- | ------------------- | ---------------------- |
|             | الاتحاد البريدي العالمي                   | ?                   | ?                      |
|             | يونسكو                                    | 7 نوفمبر 1962       | 22 مايو 1992           |
|             | البنك الدولي للإنشاء والتعمير             | 30 سبتمبر 1963      | 23 يوليو 1992          |
|             | وكالة ضمان الاستثمار متعدد الأطراف        | 27 سبتمبر 2002      | 12 أغسطس 1993          |
|             | الاتحاد الدولي للاتصالات                  | 12 ديسمبر 1962      | 23 فبراير 1993         |
|             | منظمة الشرطة الجنائية الدولية             | ?                   | ?                      |
|             | مؤسسة التمويل الدولية                     | 6 نوفمبر 1975       | 30 سبتمبر 1993         |
|             | الأمم المتحدة                             | 18 سبتمبر 1962      | 2 مارس 1992            |
|             | مؤسسة التنمية الدولية                     | 30 سبتمبر 1963      | 23 يوليو 1992          |
|             | منظمة حظر الأسلحة الكيميائية              | ?                   | ?                      |
|             | المركز الدولي لتسوية المنازعات الاستشارية | 14 نوفمبر 1979      | 21 أكتوبر 2000         |

## وصلات خارجية
- موقع وزارة الخارجية الرواندية
- موقع وزارة الخارجية الكازاخستانية